# Коробкіна (Брянська область)
Коробкіна (рос. Коробкина) — присілок у Брасовському районі Брянської області Росії. Входить до складу муніципального утворення Дубровское сільське поселення.
Населення — 0 осіб.
Розташований на південній околиці села Калошиче.

## Історія
Розташоване на території Сіверщини.
Вперше згадується у першій половині XVII століття в складі Брасовського стану Комарицької волості. З 1741 року — володіння Апраксиних. Належав до парафії села Калошичі.
У 1778—1782 рр. входив до Луганського повіту, потім до 1929 року в Севському повіті (з 1861 року — у складі Добрицької волості, з 1880-х рр. у складі Литовенської (Дівицької) волості, з 1924 року — до Брасовської волості).
З 1929 року в Брасовському районі. З 1920-х рр. до 1975 року — в Калошичівській сільраді, в 1975—2005 рр. в Краснинській сільраді.

## Населення
За найновішими даними, населення — 0 осіб (2013).
У минулому чисельність мешканців була такою:
| Роки      | 1866 | 1878 | 1926 | 1979 | 1989 | 2002 | 2010 |
| --------- | ---- | ---- | ---- | ---- | ---- | ---- | ---- |
| Населення | 152  | 288  | 446  | 66   | 24   | 11   | 6    |